# Telepathic Records
Telepathic Records ist ein von Fred Giannelli (Ex-Psychic TV) gegründetes und in Boston beheimatetes Techno-Label.
Giannelli gründete das Label direkt nach seinem Ausstieg bei Psychic TV 1991. Die erste Veröffentlichung nannte sich bezeichnenderweise „PTV Painkiller“ (1992) und stammt von Fred Giannelli selbst. Neben Gianelli veröffentlichen auf diesem Label auch andere Psychic TV-Mitstreiter wie Monte Cazzaza oder Andy Chatterley und Richard Schiessl, die mit Sperm Records ebenfalls ein eigenes Label betreiben. Außerdem sind Marc Cage und Coleman Horn beteiligt. Neben Techno und Acid House bietet das Label auch Ambient und experimentelle Elektronik.
Die Releases werden mit dem Kürzel „PSI“ durchnummeriert, ein entsprechendes Logo prangt auch auf den meisten Innenlabels. Beim Drehen der Platten auf dem Plattenteller ist kopfstehend „lSd“ zu lesen.
Die erfolgreichste Phase hatte das Label in den späten 1990er Jahren als Gianelli europäische Künstler wie Herwig Maurer, Tobias Schmidt und Error 129 mit kommerzielleren Tracks auf Telepathic unter Vertrag nahm. Inzwischen erscheinen auf dem Label jedoch fast ausschließlich Platten von Fred Giannelli, die zwar immer noch originell, aber mittlerweile so experimentell sind, dass sie in der Techno-Szene keinerlei Relevanz mehr haben. Giannelli tritt auf dem Label unter zahlreichen Pseudonymen in Erscheinung: „Kooky Scientist“, „Acid Didj“, „FredEx“, „Fred vom Jupiter“ usw. und arbeitete bei Aufnahmen für das Label u. a. auch mit Richie Hawtin und Cari Lekebusch.
Das deutsche Label Superstition Records hat mehrere Telepathic-Releases für Deutschland lizenziert: die Compilation-CDs „Telepathic Wisdom 1“ und „Telepathic Wisdom 2“ von 1994 bzw. 1996 und die „Telepathic Superstition Remix EP“ von 1995.

## Diskografie
- PSI-001 PTV „Painkiller, Whiplash, Indian Giver, Halcyon“, EP, 1992.
- PSI-002 THE ACID DIDJ „The Acid Didj 1,2,3“, EP
- PSI-003 MAZDARATTI „Excelsior, Excelsius, E.O.D., Fingered“, EP
- PSI-004 C/SPHERE „Krell, Ural Altaic 8:AM“ / 12" Single (Coleman Horn)
- PSI-005 MAZDARATTI „Fox Hunt, Sleeps with the Foxes, Elephantine“, EP, 1993
- PSI-006 DENEUVE „Clairvoyance, Re-Fingered“, 12" Single
- PSI-007 GIANNELLI „Salacious, Eloquence“, 12" Single
- PSI-08T T-SHIRT, kein Tonträger
- PSI-009 MICROSET MORNING „Spectral Lake, Drift Com, Elle Dort, Ecolo-Net“, EP (Coleman Horn)
- PSI-010 MAZDARATTI „Pre-Cog, Precognition“, EP
- PSI-011CD TELEPATHIC WISDOM VOLUME: 1, Compilation CD, 1994
- PSI-012 SPACE GRASS „Telepathic Space Grass, Spaced on Acid Mix“,12" Single
- PSI-013 GIANNELLI „Buzzed, The Willows, G.L.U.M.“, EP, 1994
- PSI-014 C/SPHERE „Texel, Ameland“, 12" Single. (Coleman Horn)
- PSI-015 GIANNELLI „Sorcery, Bewitching, Bewitchment“, EP
- PSI-016 DENEUVE „1st Premonition, 3rd Premonition“, 12" Single.
- PSI-017 TOBIAS SCHMIDT EP
- PSI-018 SPLERGE EP (Tobias Schmidt & Fred Giannelli)
- PSI-019 HERWIG MAURER EP
- PSI-020 ERROR 129 EP
- PSI-021 FRED VOM JUPITER „Unprotected Sects, Deeply Disturbed“, 12" Single, 1996
- PSI-022 FRED GIANNELLI ORGANIZATION „Management, R & D, Sales, Marketing“, EP, 1996
- PSI-023 MONTE CAZZAZA 12" Single „Kill Yur Self“
- PSI-024 THE ACID DIDJ „The Acid Didj Returns #4-9“, EP, 1996
- PSI-025 DENEUVE „Delta of Venus“, „Never Give Up“, 12" Single.
- PSI-026 HERWIG MAURER EP
- PSI-027 FRED vs. FRED „Swedish Foxes, 4th Premonition“, 12" Single (mit Cari Lekebusch), 1997
- PSI-028 HERWIG MAURER EP
- PSI-029 FRED EX „Ex-Wife #1, Ex-Wife #2, Ex-Waif #3“, 12" Single. 1998.
- PSI-030 333 vs. FredEx L1, L2, L3, 12" Single, (mit Paul Slater) 1999.
- PSI-031 THE KINKY SCIENTIST „Mid-Life Crisis“, „Suburban Sex Maniacs“, „Juvenile Drug Abusers“. 2000.